# Electra (estrela)
Electra, também chamada de 17 Tauri, é uma estrela branca gigante azul da constelação de Taurus. É a terceira estrela mais brilhante das Plêiades M45. As estrelas mais visíveis deste grupo são chamadas de Sete Irmãs da mitologia grega. A estrela tem um brilho aparente de 3,72, sendo a terceira estrela mais brilhante do grupo ao qual pertence. Electra pertence à classe espectral B6 IIIe sendo, aproximadamente, 400 anos-luz do Sol. As Plêiades, portanto, estão distantes a aproximadamente 444 anos-luz.